# Chan Ka Ho
Chan Ka Ho (en chino: 陳嘉豪; Kowloon, 27 de enero de 1996) es un futbolista hongkonés que juega en la demarcación de portero para el Lee Man FC de la Liga Premier de Hong Kong.

## Selección nacional
Hizo su debut con la selección absoluta de Hong Kong el 24 de julio de 2022 en un encuentro del campeonato de Fútbol de Asia Oriental de 2022 contra Corea del Sur que finalizó con un resultado de 3-0 a favor del combinado surcoreano tras un gol de Hong Chul y un doblete de Kang Seong-jin.

## Clubes
| Club         | País      | Año       | Partidos | Goles |
| ------------ | --------- | --------- | -------- | ----- |
| Kitchee SC   | Hong Kong | 2014-2017 | 0        | 0     |
| Yuen Long FC | Hong Kong | 2017-2020 | 42       | 0     |
| Lee Man FC   | Hong Kong | 2020-     | 36       | 0     |